# Michael Friemel

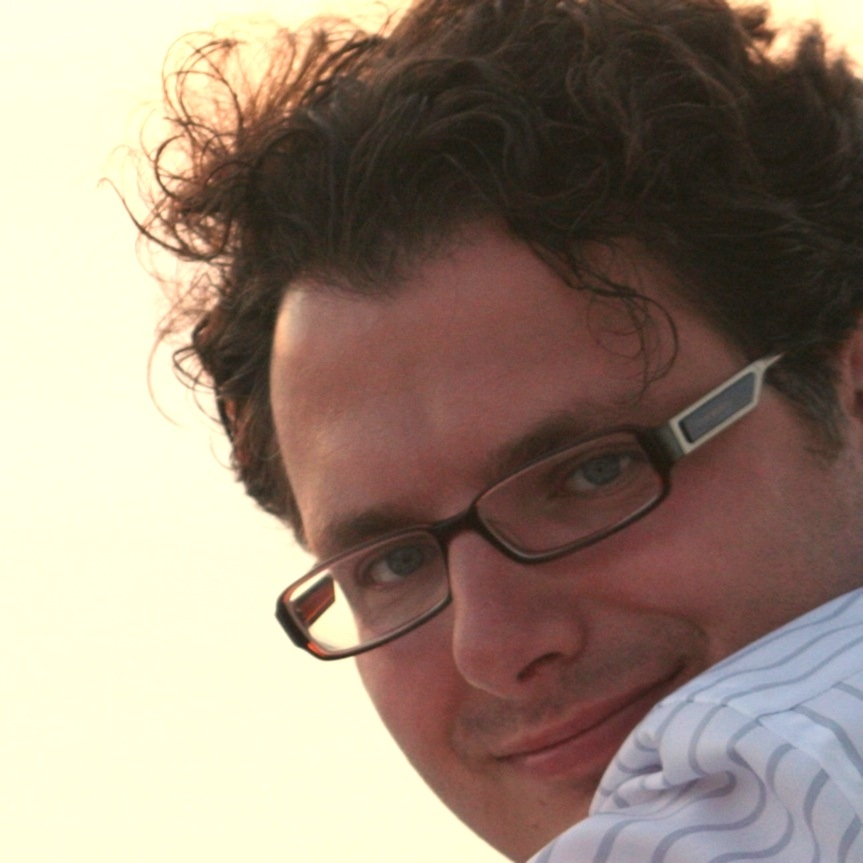
Michael Friemel (2012 oder früher)

Michael Friemel (* 10. Juni 1974 in Dudweiler) ist ein deutscher Fernseh- und Radiomoderator und Autor.

## Leben und Wirken
Nach dem Abitur am Otto-Hahn-Gymnasium in seiner Geburtsstadt Saarbrücken studierte Friemel Betriebswirtschaftslehre mit Schwerpunkt Marketing an der Universität des Saarlandes. Danach arbeitete der Diplom-Betriebswirt als Produktmanager bei der Homburger Karlsberg Brauerei an Werbekampagnen der Marke Karlsberg Ur-Pils.
Während des Studiums begann Friemel für Hörfunk und Fernsehen zu arbeiten. Ab 2001 konzentrierte er sich voll auf seine Arbeit als Moderator und tauschte seinen Managerjob gegen eine Tätigkeit beim Saarländischen Rundfunk ein. Für den Saarländischen Rundfunk präsentierte Friemel von 1997 bis 2001 die ARD-Schiene Vor Acht im Ersten. Bei der Ziehung der Lottozahlen war er in dieser Zeit im Ersten auch als Co-Moderator bei der Ziehung der Lotterie Super 6 tätig.
Seit 2001 moderiert Friemel regelmäßig im SR Fernsehen. Zu den von ihm präsentierten Sendungen gehörten das Ökomagazin Kleeblatt, die Musiksendung Musikzeit und das Boulevard-Magazin Kiosk. Aktuell moderiert er die wöchentlichen Sendungen Flohmarkt und WimS – Wir im Saarland. Außerdem präsentiert er wochenweise das Wetter im SR-Fernsehen vor der Tagesschau. Seit Sommer 2011 ist Michael Friemel im SWR-Fernsehen als Moderator der Reisesendung Da will ich hin! zu sehen. Für zehn Folgen im Jahr reist er zu Zielen im In- und Ausland. Ab 2014 moderierte er auch, vertretungsweise bis zur Einstellung der Sendung, das ARD-Buffet.
Im Jahre 2010 wurde er vorgeschlagen für den deutschen Radiopreis in der Kategorie „Beste Moderation“. 2011 wurde er für die Tour de Friemel von der ARD für den Preis „Beste Höreraktion“ vorgeschlagen.
Im SR-Hörfunk moderiert Michael Friemel bei SR 3 Saarlandwelle neben der Morning Show Guten Morgen wechselweise auch das Vormittags-Servicemagazin Bunte Funkminuten, die Nachmittagssendung Kiosk und das Wunschkonzert am Sonntagmorgen.
Michael Friemel ist verheiratet und hat zwei Söhne und eine Tochter. Die Familie lebt in Dudweiler.

## CDs
- Michaels Friemeleien
- Michaels Friemeleien 2 "Wer kommt is doo!"

## Buchveröffentlichungen
- „Friemeleien“ – erschienen 2011 im Gollenstein-Verlag, mit Illustrationen von Timo Pfeifer, ISBN 978-3-938823-93-4